# Antonio Piedade da Cruz
Antonio Piedade da Cruz (Goa, 22 de agosto de 1895 — 1982), também conhecido como "A. P. d'Cruz" ou simplesmente "Cruzo", foi um pintor e escultor goense do século XX, no Estado da Índia.

## Biografia
D'Cruz nasceu em 22 de agosto de 1895, na aldeia de Velim em Salcete e ingressou na escola Jamsetjee Jeejebhoy School of Art de Bombaim (actualmente Mumbai) em 1916. Cruzo estudou com Gladstone Salomon, MV Dhurandhar e Agoskar, e formou-se em 1922. Então passou a estudar na Europa, apelando para a Universidade das Artes de Berlim, onde ganhou uma bolsa de estudos e o estatuto de "Mestre Estudante" (Meisterschüler). Aí, estudou desde 1923, sob a supervisão de Arthur Kampf, Ferdinand Spiegel e Paul Plontke.
Cruzo captou a atenção do embaixador português em Berlim, Dr. Alberto da Veiga Simões, quando ele, depois de um jornal alemão o descrever como "Português da Índia", pediu ao jornal para corrigir, insistindo que ele era "indiano puro". Com o apoio do dito embaixador, Cruzo realizou a sua primeira exposição individual no Salão da ilustração portuguesa em Lisboa, em outubro de 1925. Aí, voltou para a Índia, na sequência de um pedido do Marajá de Travancore.
Cruzo estabeleceu-se em Bombaim e tornou-se conhecido como um pintor e escultor de retratos, tanto entre a realeza indiana, como da elite de expatriados. Entre as pessoas que se sentaram para seus retratos estavam Philip Chetwode, Louis Mountbatten, 1.º Conde Mountbatten da Birmânia, Lallubhai Samaldas e Purshottamdas Thakurdas.
O seu "Cruzo Studio", no Estádio Brabourne, tornou-se um importante ponto de encontro, inclusive para os membros do movimento de libertação Goa. Apesar das relações de Cruzo com os ricos e famosos, a sua principal obra era focada na pobreza e na injustiça social, bem como nos agricultores e pescadores que trabalhavam no duro. Ele também pintou alegorias coloridas e nus.
Um encontro com Mahatma Gandhi deu a Cruzo nova inspiração e a partir de então, temas políticos dominaram o seu trabalho, em primeiro lugar o movimento de independência da Índia e a partição da Índia, a Guerra de Independência de Bangladesh e a Guerra do Vietname. Cruzo morreu em 1979, mas continua a ser um dos artistas mais notáveis de Goa.
Depois de anos de esquecimento, o trabalho de Cruzo está sendo redescoberto. Em 2016, Ranjit Hoskote tornou-se curador de uma exposição de dezasseis pinturas a óleo de Cruzo na Sunaparanta, Centro de Goa para as Artes  e um site foi criado para reunir meios e informações existentes sobre o artista.